# Patrimoni dell'umanità delle Isole Marshall
I patrimoni dell'umanità delle Isole Marshall sono i siti dichiarati dall'UNESCO come patrimonio dell'umanità nelle Isole Marshall, che sono divenute parte contraente della Convenzione sul patrimonio dell'umanità il 24 aprile 2002.
Al 2022 un solo sito è iscritto nella Lista dei patrimoni dell'umanità: il sito di test nucleari dell'atollo di Bikini, scelto nel 2010 in occasione della trentaquattresima sessione del comitato del patrimonio mondiale. Tre sono invece le candidature per nuove iscrizioni.

## Siti del Patrimonio mondiale
| Foto | Sito                                        | Luogo  | Tipo                     | Anno | Descrizione |
| ---- | ------------------------------------------- | ------ | ------------------------ | ---- | --- |
|      | Sito di test nucleari dell'atollo di Bikini | Bikini | Culturale (1339; iv, vi) | 2010 | Sulla scia della seconda guerra mondiale, con una mossa strettamente legata agli inizi della Guerra fredda, gli Stati Uniti d'America decisero di riprendere i test nucleari nell'Oceano Pacifico, sull'atollo di Bikini. Dopo lo sfollamento degli abitanti locali, dal 1946 al 1958 furono effettuati 67 test nucleari, compresa l'esplosione della prima bomba H (1952). L'atollo di Bikini ha conservato prove tangibili dirette altamente significative nel veicolare la potenza dei test nucleari, ovvero le navi affondate sul fondo della laguna dai test del 1946 e il gigantesco cratere Bravo. Equivalenti a 7000 volte la forza della bomba di Hiroshima, i test hanno avuto conseguenze importanti sulla geologia e sull'ambiente naturale dell'atollo di Bikini e sulla salute di coloro che sono stati esposti alle radiazioni. Attraverso la sua storia, l'atollo simboleggia l'alba dell'era nucleare, nonostante la sua immagine paradossale di pace e di paradiso terrestre. |

## Siti candidati
| Foto | Sito                                              | Luogo                                                  | Tipo                     | Anno       | Descrizione |
| ---- | ------------------------------------------------- | ------------------------------------------------------ | ------------------------ | ---------- | --- |
|      | Atolli delle Isole Marshall settentrionali        | Ailinginae, Bikar, Erikub, Jemo, Rongrik, Taongi, Toke | Misto (2064)             | 24/10/2005 | Il sito seriale comprende sette atolli in gran parte disabitati e non modificati e un'isola corallina nelle Isole Marshall settentrionali. Tutti sono noti per essere importanti siti di nidificazione delle tartarughe marine verdi (tranne Bokak) e habitat significativi per uccelli marini, costieri e migratori. In passato, tutti questi atolli erano utilizzati come importanti aree tradizionali di dispensa per gli atolli popolati vicini a causa della presenza di uccelli e/o tartarughe e delle loro uova. |
|      | Quartiere storico del villaggio di Likiep         | Likiep                                                 | Culturale (2066; ii, iv) | 24/10/2005 | Il quartiere storico del villaggio di Likiep è costituito da circa 15 edifici o resti di edifici significativi dal punto di vista architettonico e/o storico, insieme a molte altre strutture, costruite tra il 1880 e il 1937. Il sito proposto è esemplare della storia e dell'impatto dell'insediamento tedesco nel Pacifico nel fine del XIX secolo. L'architettura e il paesaggio del villaggio illustrano lo sviluppo del commercio della copra, l'influenza sull'architettura locale, il passaggio socioeconomico a un'economia monetaria, la conversione alla vita religiosa cristiana e il cambiamento del tradizionale sistema di proprietà fondiaria. |
|      | Riserva naturale dell'atollo di Mili (e Ņadikdik) | Mili                                                   | Naturale (2067)          | 24/10/2005 | Mili e Ņadikdik sono atolli accoppiati nell'area sud-orientale delle Isole Marshall, che possono essere annoverati tra i sistemi di barriera corallina più ricchi e sani del mondo. Gli atolli ospitano un biota spettacolare e caratteristico, tra cui maestose gorgonie, grandi macchie di coralli molli, numerose popolazioni di squali, balene e delfini. L'ambiente marino dell'atollo è ricco di specie rare e minacciate. Gli elementi terrestri e litorali dell'atollo contengono diversi tipi di habitat tra cui mangrovie, acque dolci superficiali (rare negli atolli bassi) e importanti colonie di uccelli.                                         |